# Ea-nasir
Ea-nasir (fl. Mitte des 18. Jahrhunderts v. Chr.) war ein babylonischer Großhändler, der wahrscheinlich in Ur lebte und durch erhaltene Tontafeln mit Botschaften seiner Kunden, darunter Beschwerdebriefe, bekannt geworden ist. Besonders die Reklamation eines gewissen Nanni, dem Ea-nasir minderwertiges Kupfer verkaufen wollte, ist – obwohl in Fachkreisen schon lange bekannt und seit 1960 auch in englischer Übersetzung vorliegend – als „ältester Beschwerdebrief der Welt“ zu einem Internetphänomen geworden und ins Guinness-Buch der Rekorde aufgenommen worden.

## Leben und Geschäftstätigkeit

Babylonisches Haus in Ur, vermutlicher Wohnsitz von Ea-nasir.
1: Eingänge 2: Haupthof 3: Treppenhaus 4: Toilette 5: Empfangs- oder Wohnraum 6: Kapelle oder Wohnraum

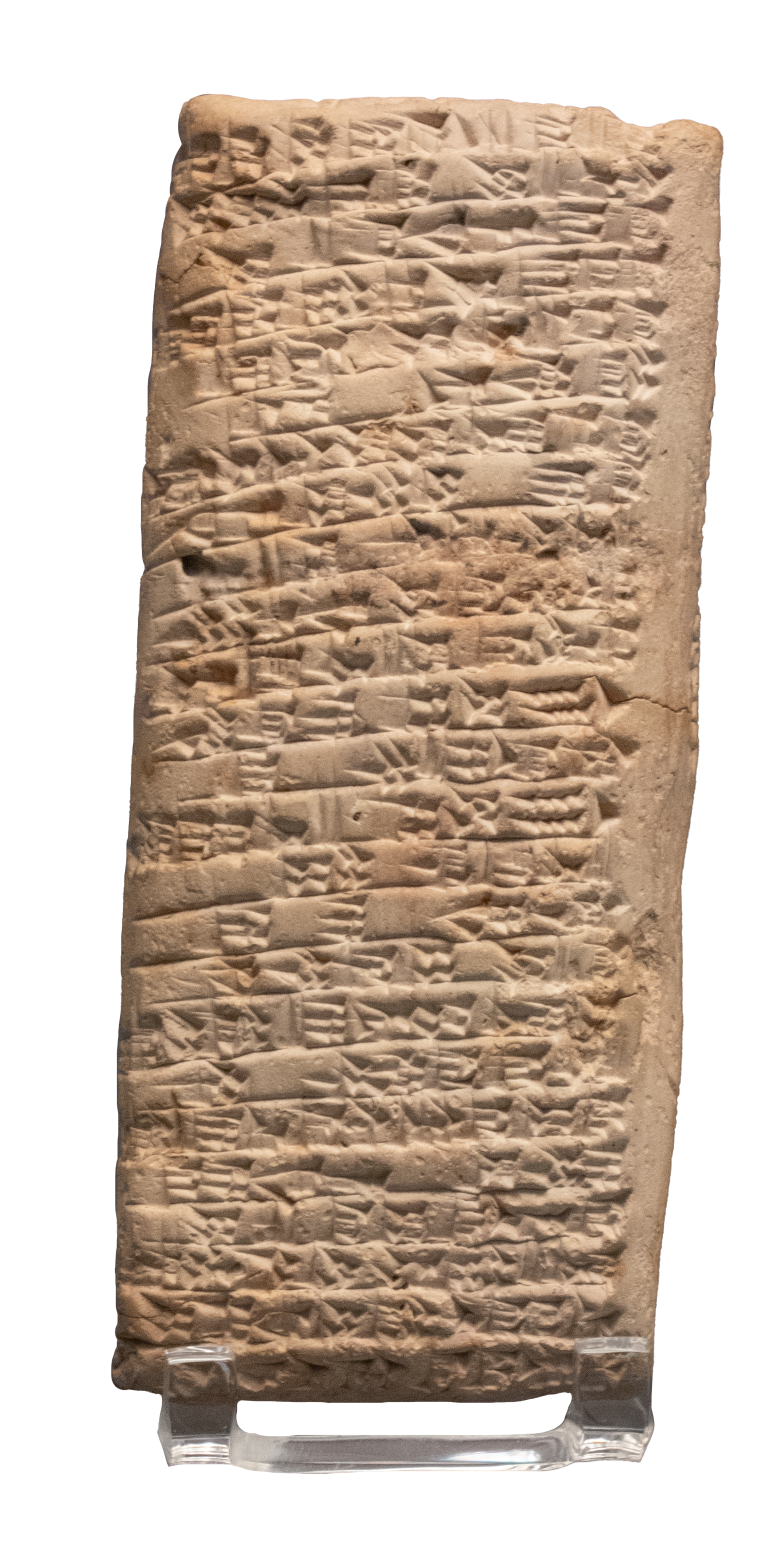
Die Beschwerdetafel von Nanni an Ea-nasir im British Museum

Wilhelmus F. Leemans beschreibt Ea-nasir in seiner Veröffentlichung von 1960 aufgrund der Tontafeln, die in Ea-nasirs wahrscheinlichem Wohnsitz in Ur gefunden wurden, als bedeutenden Großhändler, der Kupfer in Dilmun einkaufte und es auf dem Wasserweg nach Ur zum Weiterverkauf an verschiedene Händler verschickte. Ea-nasir habe sich mutmaßlich jeweils längere Zeit in Dilmun aufgehalten, wo er Aufträge und Beschwerden aus Ur erhielt, die er bei seiner Rückkehr mit sich führte. Ea-nasirs Hauptgeschäft war laut Leemans jedoch wahrscheinlich der direkte Import von Kupfer für den Palast von Ur. Sein größeres Interesse an dieser Tätigkeit für den Palast wird als mögliche Erklärung dafür angeführt, dass er seinen privaten Geschäftsbeziehungen weniger Aufmerksamkeit schenkte. Zu Ea-nasirs Kunden gehörte auch der Kupferhändler Nanni. Neben Kupferbarren handelte Ea-nasir mit Produkten aus Kupfer sowie gelegentlich Textilien und Lebensmitteln beziehungsweise, so Michael Rice, „allem, worin er eine Gelegenheit für Profit sehen konnte.“
Die Kreditwürdigkeit von Ea-nasir scheint sich mit der Zeit verschlechtert zu haben. Neben der Zunahme von „Mahnbriefen“ an Ea-nasir im Laufe seiner Karriere deuten auch weitere Ergebnisse der Ausgrabungen von Leonard Woolley darauf hin, dass Ea-nasir sich zuletzt gezwungen sah, in bescheideneren Verhältnissen zu leben. So wurde ein Teil seines Hauses in Ur anscheinend noch zu Lebzeiten Ea-nasirs abgetrennt und mit dem Haus eines Nachbarn vereint.
Michael Rice schreibt in The Archaeology of the Arabian Gulf, dass die Briefe an Ea-nasir inmitten einer Masse ermüdender, wenn auch historisch bedeutsamer Tontafeln mit geschäftlicher Korrespondenz „spitzbübisch glänzen“ und der Tonfall verletzter Überraschung und des Tadels, der in vielen davon anzutreffen sei, auch manchem heutigen Schuldner vertraut wäre. Die erhaltenen akkadischen Tontafeln enthalten unter anderem Beschwerden darüber, dass ein Mittelsmann (meistens ein gewisser Nigga-Nanna) bereits bezahltes Kupfer nicht erhalten habe. Namentlich reklamierten bei Ea-nasir Leute namens Arbituram, Appa, Ilsu-ellatsu und Ili-idinnam. Am bekanntesten ist jedoch der wütende Brief von Nanni, der sich um 1750 v. Chr. darüber beschwert, dass Ea-nasir seinem Boten minderwertige Kupferbarren angeboten habe. Nannis Boten hätten schon mehrfach mit leeren Händen durch Feindesland zurückkehren müssen. Nanni schreibt unter anderem: „Was glaubst du, wer du bist, jemanden wie mich mit solcher Verachtung zu behandeln? […] Gibt es irgendeinen anderen unter den Händlern, die Geschäfte mit Dilmun machen, der mich auf diese Weise behandelt hat? Nur du begegnest meinem Boten mit Verachtung! […] Nimm zur Kenntnis, dass ich kein Kupfer von dir mehr akzeptieren werde, das nicht von guter Qualität ist. Ich werde die Barren von nun an einzeln in meinem eigenen Hof auswählen, und ich werde dir gegenüber mein Recht auf Zurückweisung wahrnehmen, da du mich mit Verachtung behandelt hast.“ Die Tontafel mit Nannis Beschwerde wurde von Leonard Woolley in Ur gefunden und 1953 vom British Museum erworben.

## Internetphänomen
Seit 2015 fand Nannis Beschwerde zunehmend Verbreitung auf Internetplattformen. Die erhöhte Aufmerksamkeit war auf den Reddit-Beitrag eines unter dem Namen tbc34 auftretenden Nutzers zurückzuführen, der vielfach geteilt und kommentiert wurde. Nachdem bereits mehrere Artikel zum Thema erschienen waren, beispielsweise auf ABC Science, wurde der Beschwerdebrief 2018 wiederum über Reddit weiter popularisiert. Dies hat sogar zur Entstehung von Fan-Fiction mit Ea-nasir und Nanni als handelnden Figuren geführt.
Inzwischen hat auch das Guinness-Buch der Rekorde Nannis Schreiben als Oldest written customer complaint in seine Datenbank aufgenommen.